# Telmatochromis vittatus
Telmatochromis vittatus là một loài cá thuộc họ Cichlidae. Nó được tìm thấy ở Burundi, Cộng hòa Dân chủ Congo, Tanzania, và Zambia. Môi trường sống tự nhiên của chúng là hồ nước ngọt.